# Dead by April (Album)
Dead by April ist das Debütalbum der schwedischen Post-Hardcore-Band Dead by April. Es wurde am 13. Mai 2009 von Universal veröffentlicht und erreichte Platz 2 der schwedischen Album-Charts.

## Hintergrund
Die Lieder wurden von Sänger Jimmie Strimell und Gitarrist Pontus Hjelm geschrieben und waren zur Zeit der Aufnahme des Albums teilweise bereits mehrere Jahre alt. So entstand die Nr-1-Single Losing You drei Jahre vor Aufnahme des Albums und noch vor Gründung der Band, das älteste Stück Found Myself in You schrieb Pontus Hjelm bereits sieben Jahre zuvor. Einen wesentlichen Einfluss auf die Musikproduktion schreibt Gitarrist Olsson dem Produzenten des Albums Henrik Edenhed zu, da dieser eigentlich im Pop und Rock zu Hause sei und Ideen geliefert habe, auf welche die Band selber nie gekommen wäre.

## Veröffentlichung
Das Album wurde am 13. Mai 2009 in Schweden von Universal veröffentlicht und erreichte Platz 2 der schwedischen Album-Charts. Die Veröffentlichung in Großbritannien erfolgte am 3. August 2009 über Spinefarm Records, sowie am 18. September 2009 weltweit. Die vorab veröffentlichte Single Losing You wurde ein Nummer-eins-Hit in Schweden, nach Erscheinen des Albums folgten die Singles What Can I Say und Angel of Clarity. Neben der regulären CD erschien eine limitierte Auflage mit einem Bonustrack und einer DVD.

## Titelliste
1. Trapped – 3:08
2. Angels of Clarity – 3:42
3. Losing You – 3:56
4. What Can I Say – 3:08
5. Erased – 3:26
6. Promise Me – 3:55
7. Falling Behind – 3:27
8. Sorry for Everything – 3:45
9. In My Arms – 4:25
10. Stronger – 4:01
11. Carry Me – 3:49
12. A Promise – 3:37
13. I Made It – 3:49
14. Leaves Falling – 3:24 (Bonustitel der Limited Edition)

## Kritiken
Frank Trojan vom Rock Hard bezeichnet die Musik auf dem Album als Mischung aus „poppigem Rock und knallhartem Metalcore“ und vergleicht sie mit Sonic Syndicate, My Chemical Romance und Killswitch Engage, die eingängigen Stücke hätten Ohrwurmcharakter wie bei den Kollegen von Billy Talent. Alexey Eremenko von Allmusic hingegen sieht das Album in einer Schnittmenge aus dem Metalcore von Sevendust und dem Melodic Death Metal von Dark Tranquillity. Er schreibt, dass das Album die Erwartungen, die man an es stellen könne, voll und ganz erfülle: Kraftvolle und eingängige Melodien gepaart mit groovigen Rhythmen. Für ihn ist das Album zwar gleichförmig, aber trotzdem energiegeladen.